# 卡亚俄大道

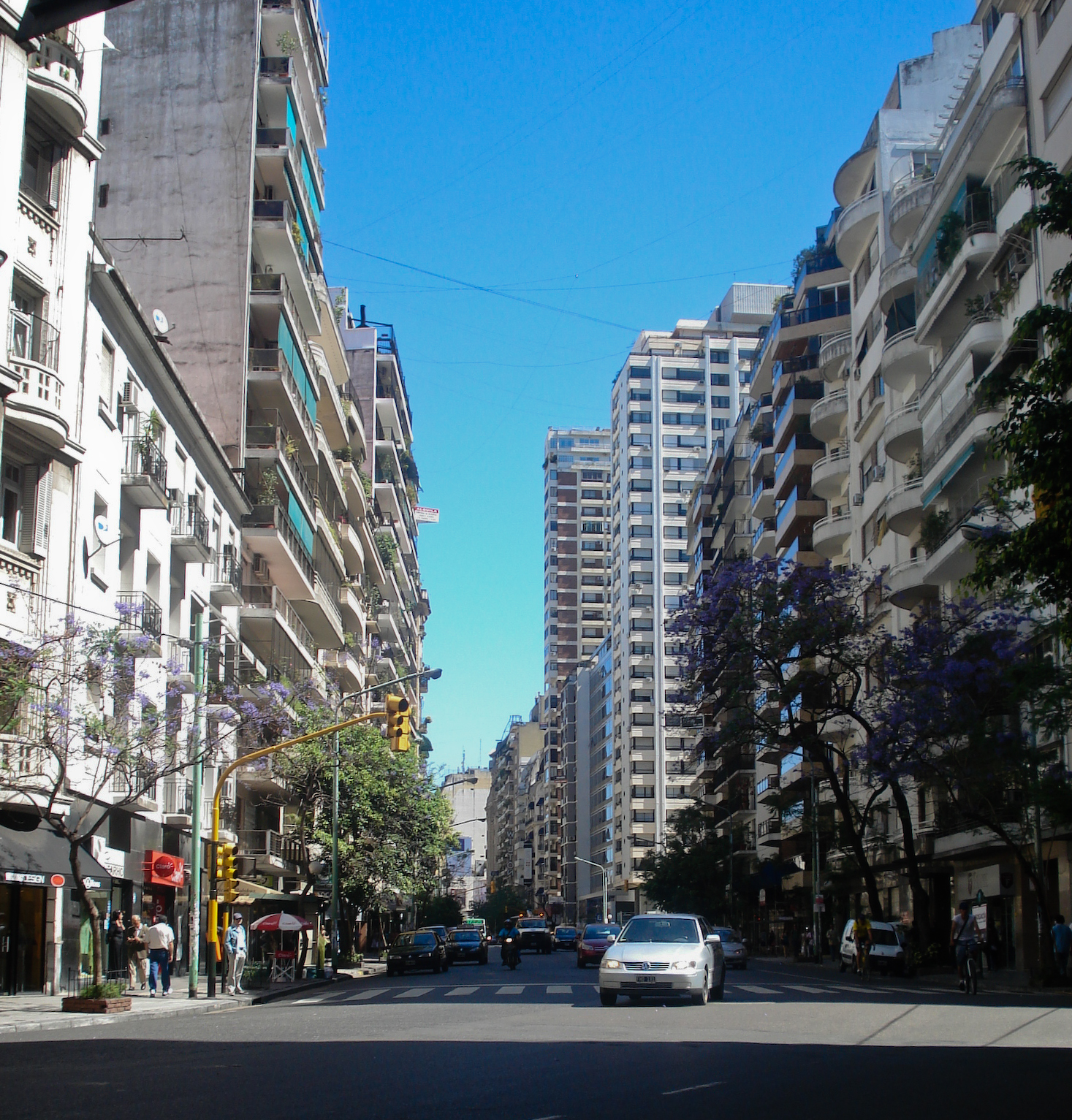
卡亚俄大道

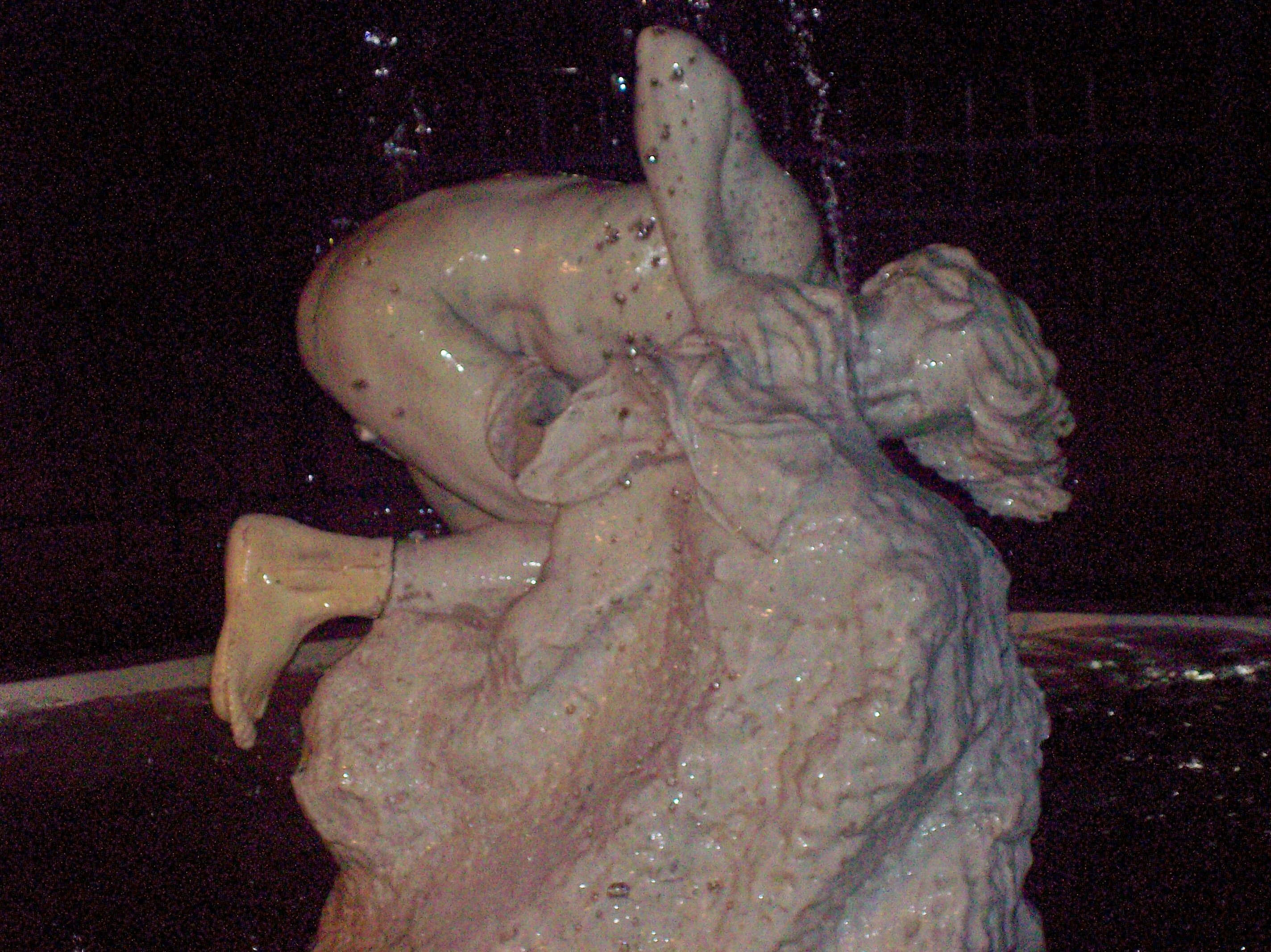
路易莎·伊塞拉·德莫托的《渴》（1914）。

卡亚俄大道（西班牙語：Avenida Callao）是布宜诺斯艾利斯的主要干道之一。

## 历史
市长托卡图德•阿尔瓦尔受奥斯曼男爵领导的巴黎城市改造工作的启发，绘制主要大道的总体规划，从东向西（每六个街区）和从北向南（每十个街区）。这条大道以决定性的卡亚俄战役命名，于19世纪80年代被列入计划扩建。根据1967年的一项法令，这条大道从里瓦达维亚大道的出口向北，沿着国会广场西北角，这个十字路口以阿根廷国会和莫利诺咖啡馆著称，它们的穹顶都是布宜诺斯艾利斯地标。在卡亚俄大道和巴托莱莫•密特的拐角处，是蓝色公寓（Residencia Azul），是大学生和外国旅行者的学生公寓。

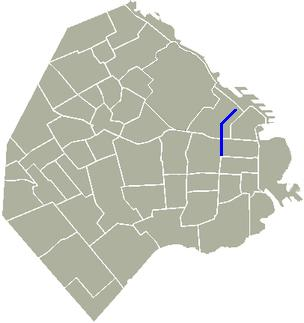
位置

向北三个街区，这条大道经过博恩酒店（Hotel Bauen），这是一座现代主义的高楼，在2001年关闭后，被一名员工接管，引起了国际关注。酒店保留了20世纪70年代的内部空间，现在是阿根廷最成功的工人自治场所”之一。过去两个街区，是耶稣会的救主堂，由当地建筑师佩德罗•卢泽蒂在1872年至1887年间设计； 救主公学毗邻教堂。在科尔多瓦大道，这条大道进入高档的雷科莱塔区，“古典和现代”书店一直是大道上最著名的文化地标之一，并且在1938年，在布宜诺斯艾利斯首先开设咖啡馆。 过去一个街区是罗德里格斯佩尼亚广场，为该市人口最稠密的地区之一提供必要的停车场空间。广场上有皮祖诺宫（教育部），以及路易莎•伊塞拉•德莫托的现实主义雕塑《渴》，于1914年完成。一座独特的圆形装饰风艺术公寓楼由弗朗西斯科•萨拉莫内设计，位于这条大道和帕切科德梅洛街的西南转角。
卡亚俄大道结束于解放者大道（ Avenida del Libertador），这是该市最重要的大道之一。1960年至1990年期间，一个名为“Italpark”的主题公园位于此处，之后该地块被改建为泰斯公园，得名于法国裔城市规划师卡洛斯•泰斯。这条二十个街区的大道不仅是一条通勤大道，而且集中了美好年代 建筑，其中许多自20世纪50年代以来已失去发展。市议会正在考虑在这条大道上指定一个历史保护区，这是一项保护卡亚俄大道沿线85座重要建筑的措施。

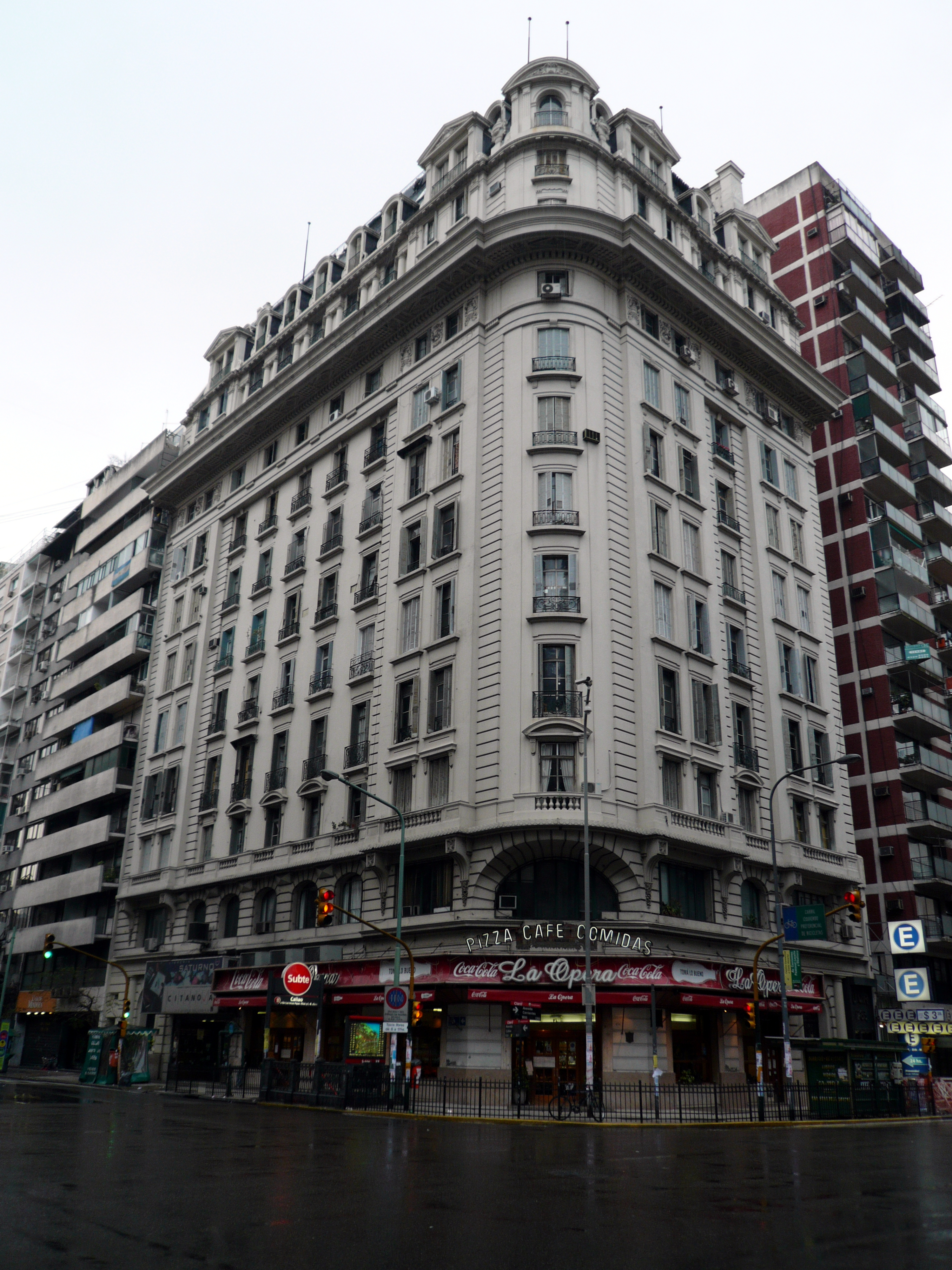
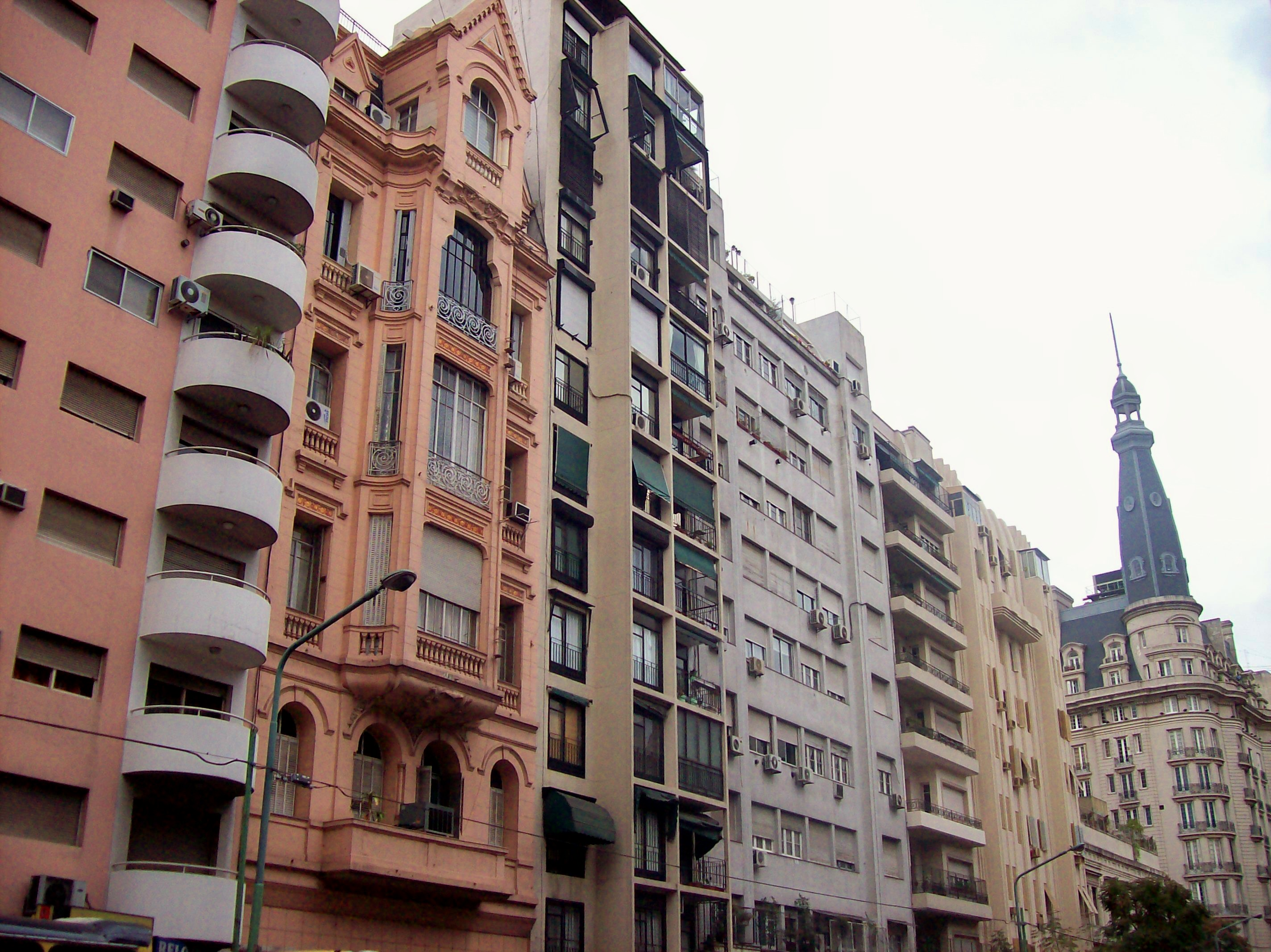
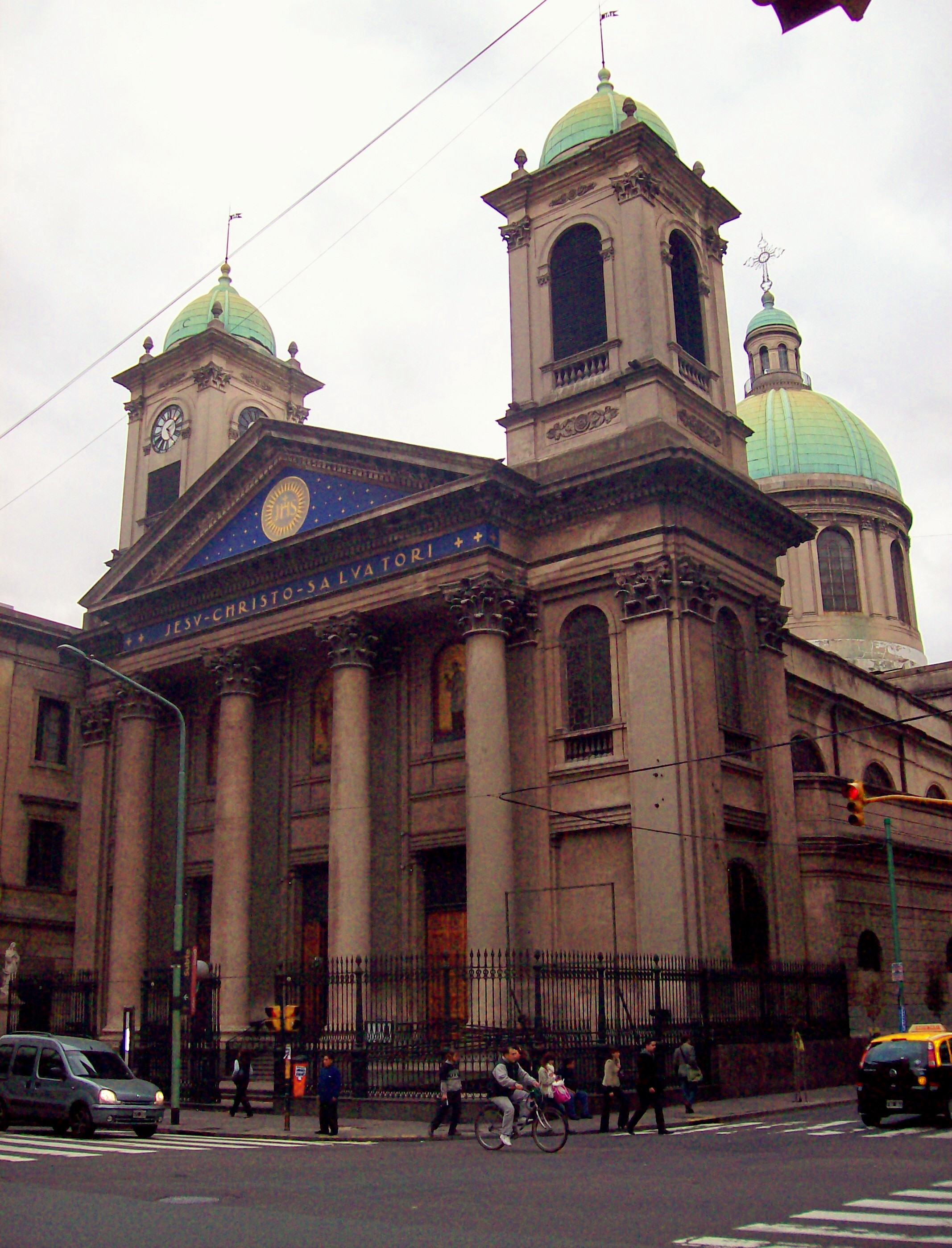
救主堂
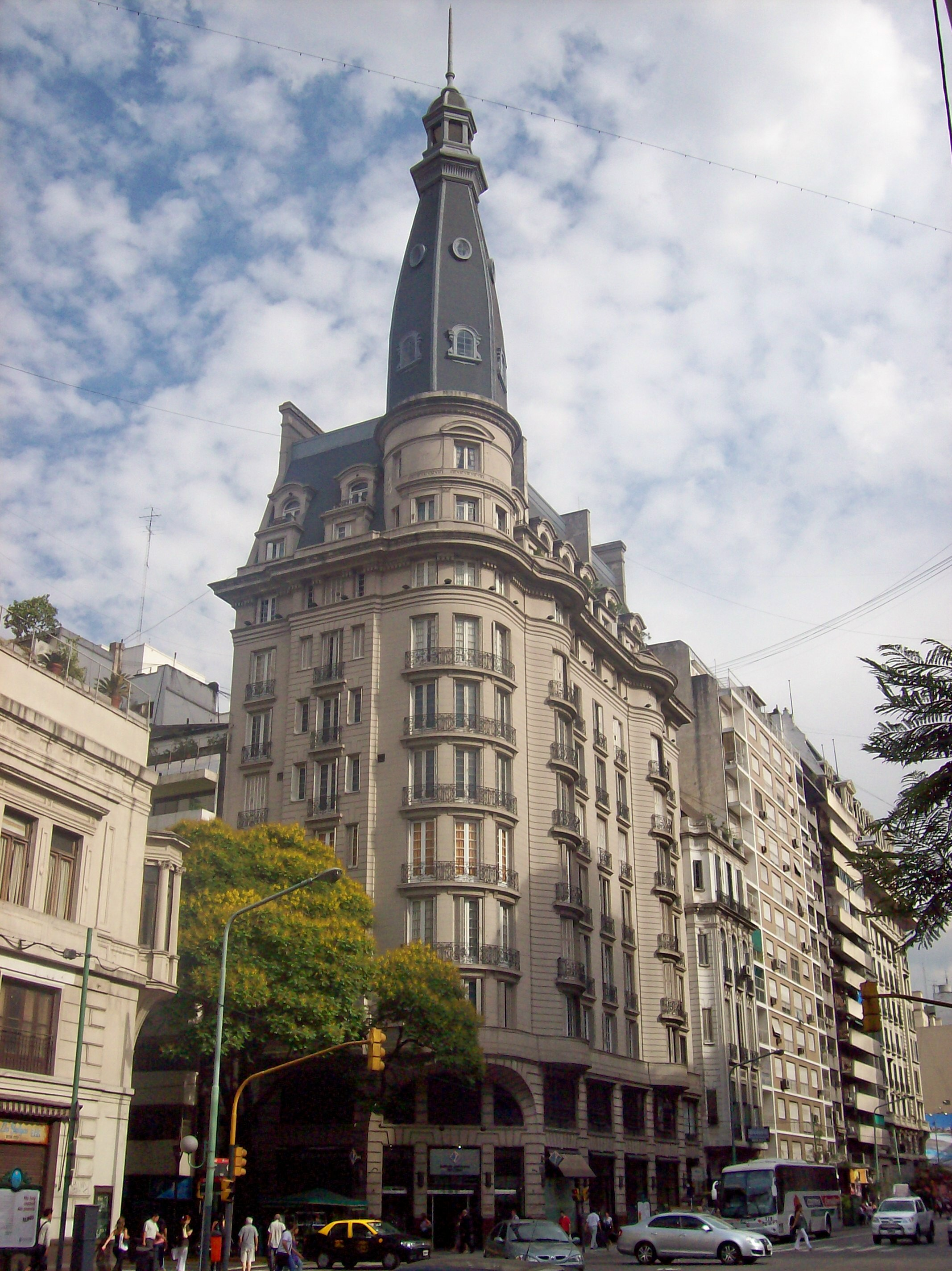
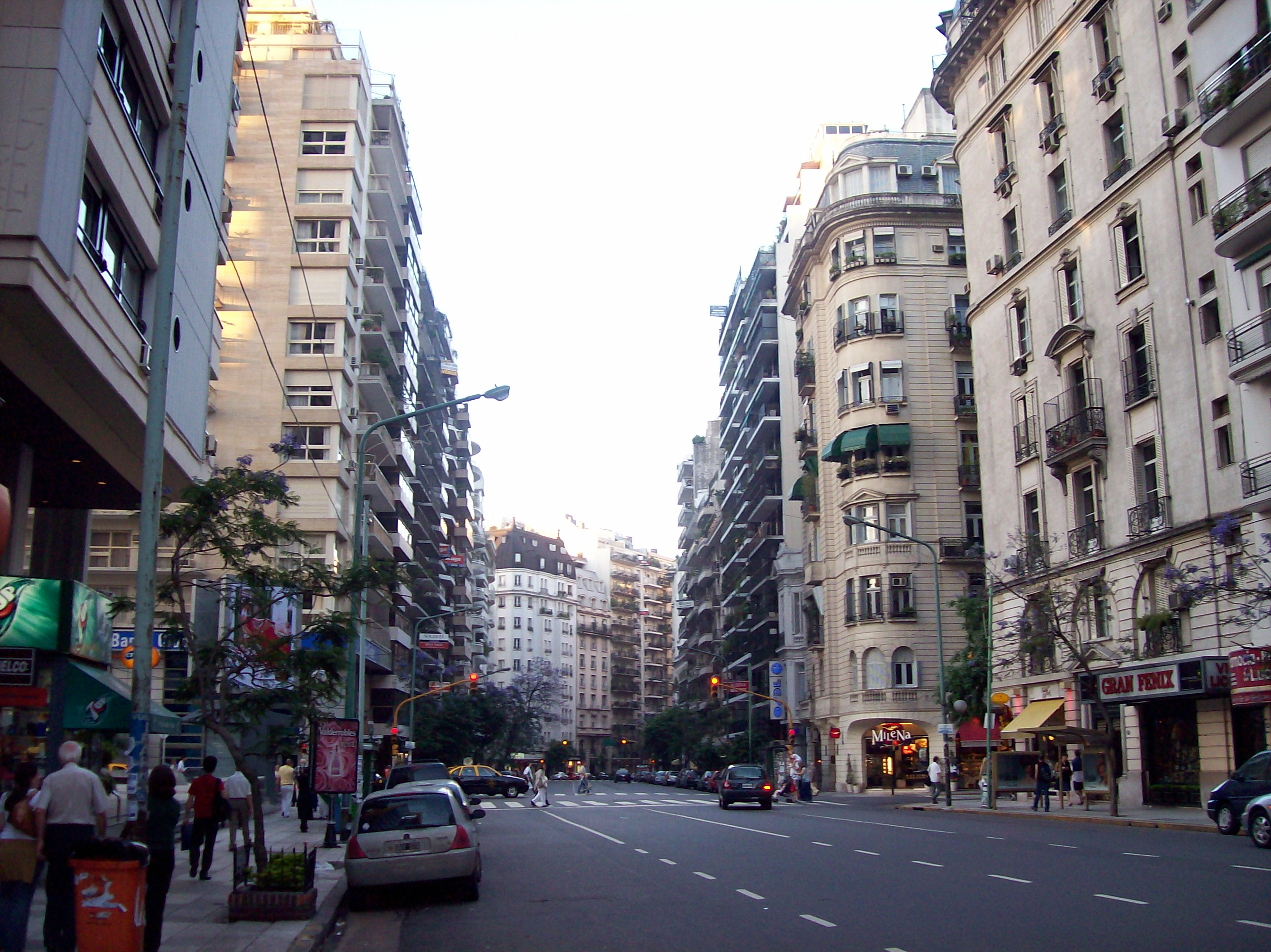
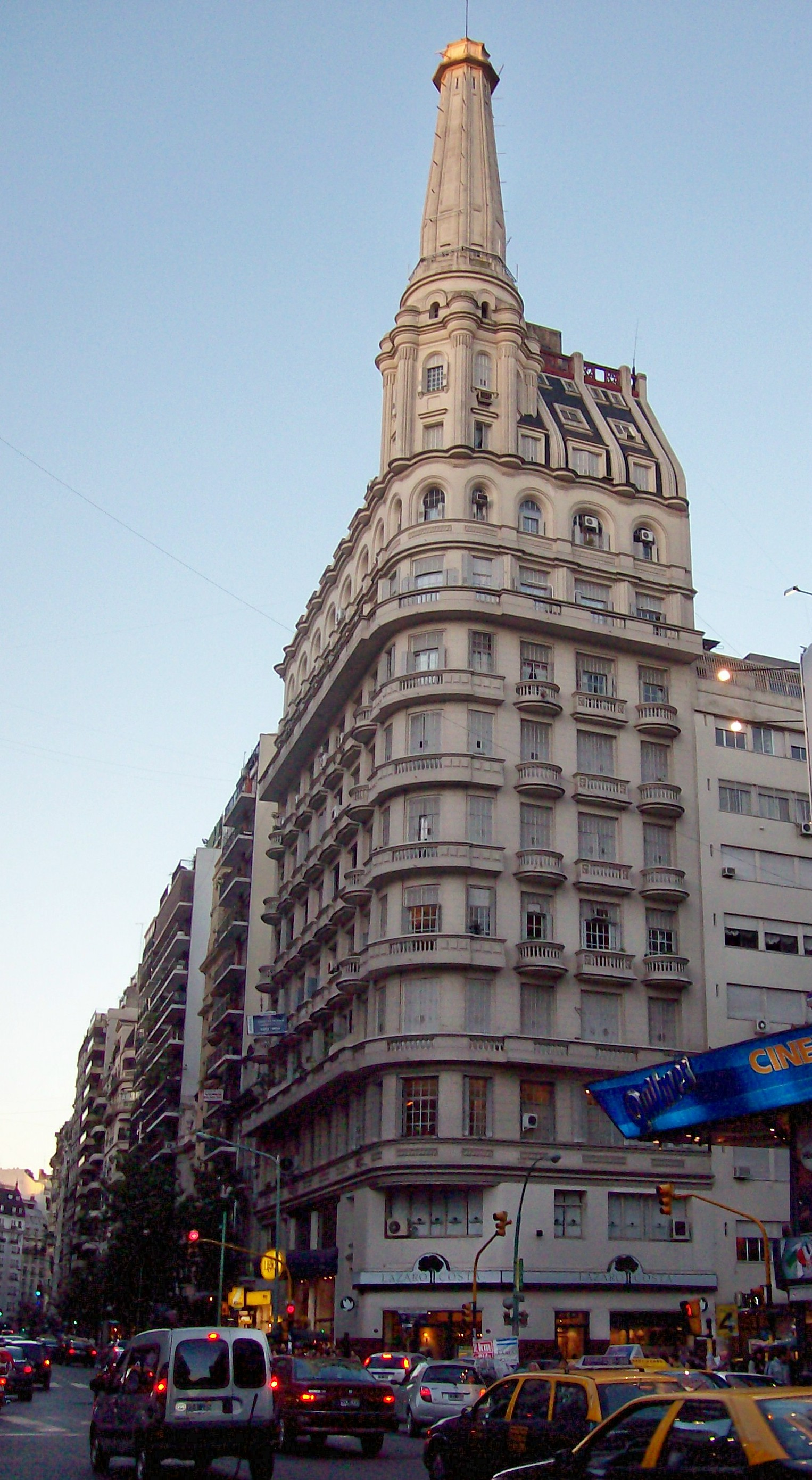
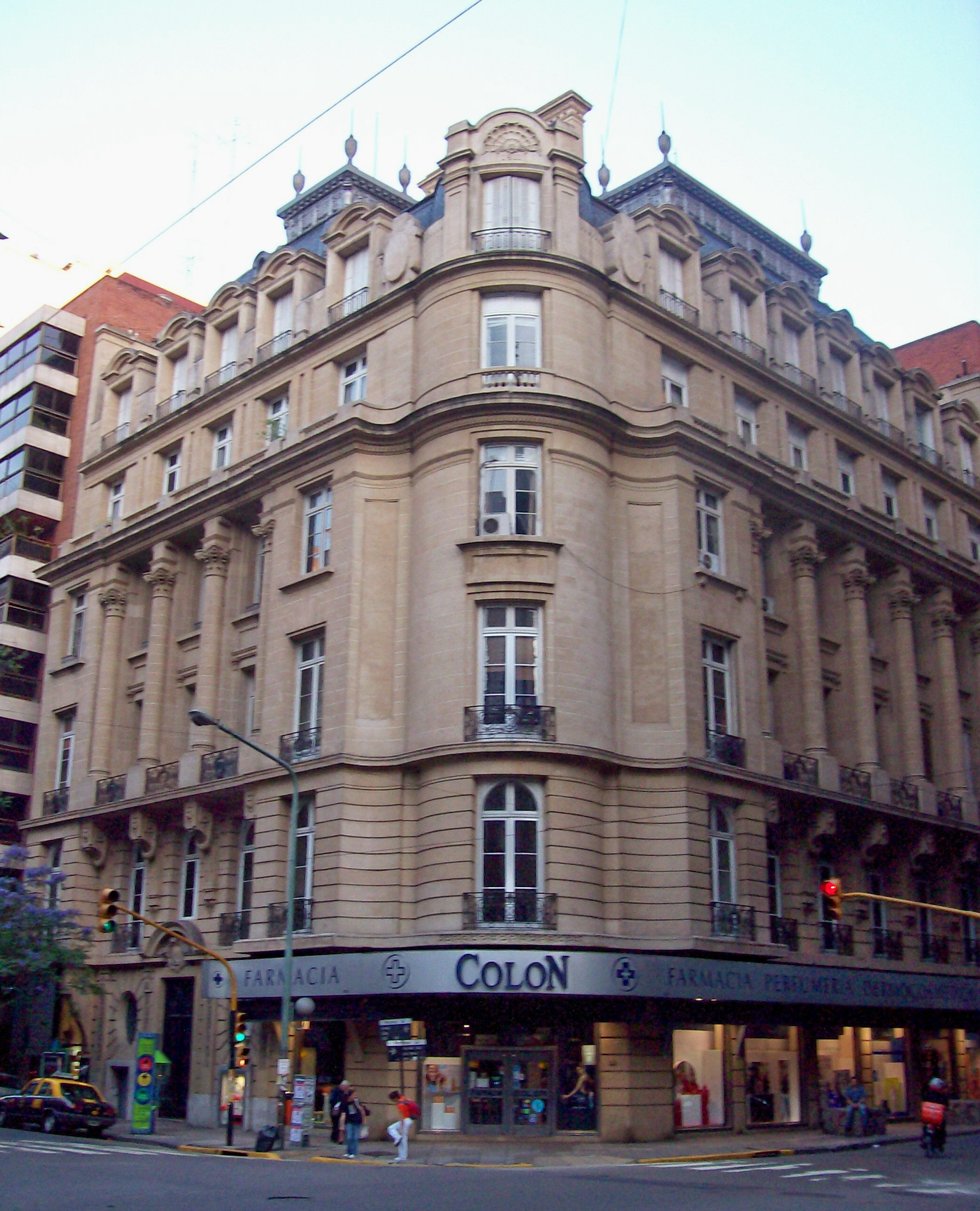
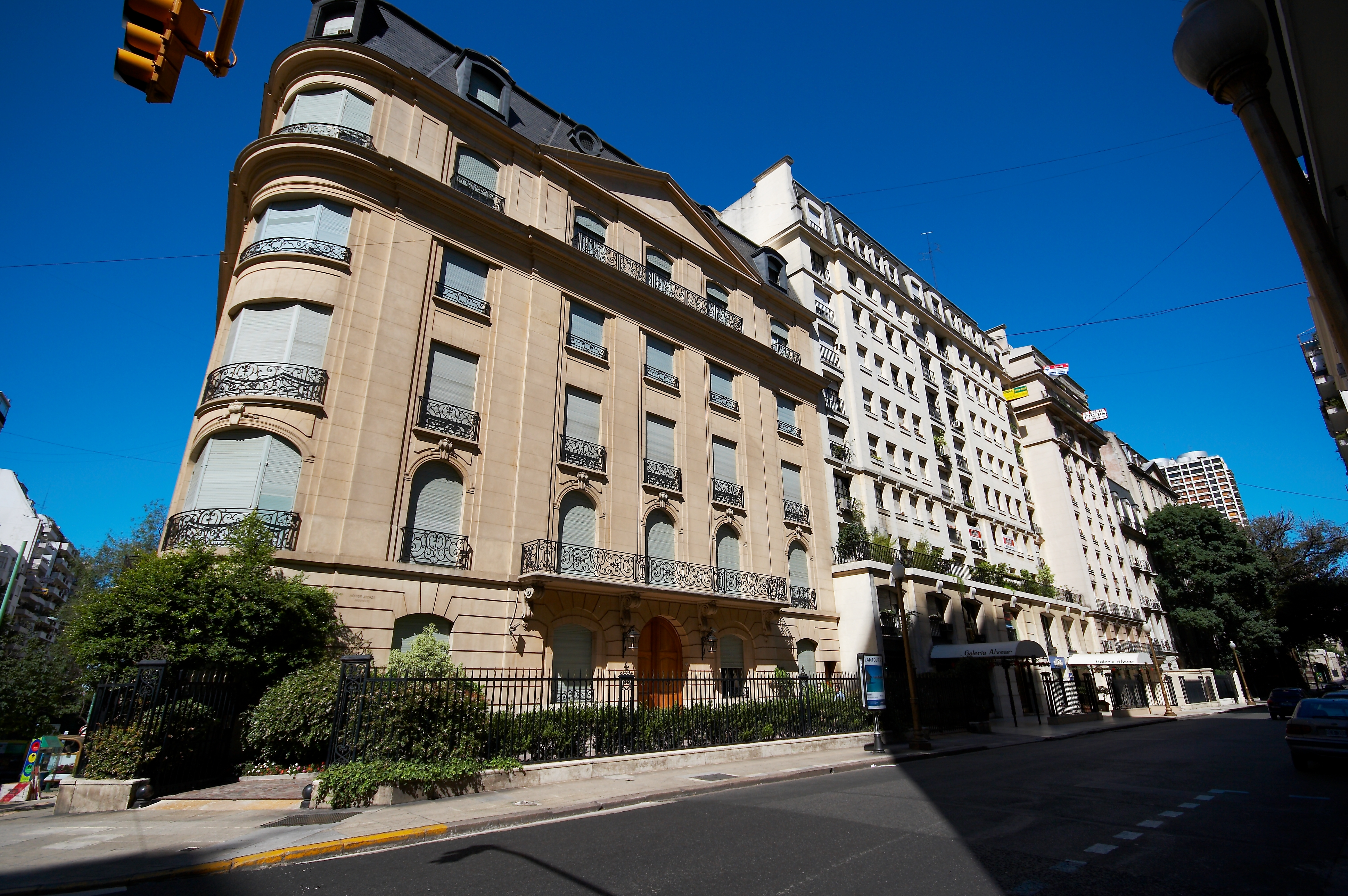